# پسر تارزان
«پسر تارزان» (انگلیسی: The Son of Tarzan) یک فیلم-سریال به کارگردانی «آرتور ج. فِلِی‌وِن» و «هری روی‌یر» است که در سال ۱۹۲۰ منتشر شد.

## بازیگران
- کاموئلا کوپر سیرل در نقش «کوراک» (پسر تارزان و جین) در جوانی
- گوردون گریفیث در نقش «کوراک» (پسر تارزان و جین) در کودکی
- پرس دمپسی تی‌بلر در نقش «تارزان»
- کارلا شرم در نقش «جین»

## خلاصه داستان
تارزان و جین آفریقا را ترک کرده و پس از ازدواج در لندن ساکن شده‌اند. جک، پسر نوجوان آن‌ها، آرزوی ماجراجویی در جنگل مانند پدرش را دارد، اما والدینش او را از این کار منع می‌کنند. جک مخفیانه به دیدن میمونی آموزش‌دیده به نام آژاکس می‌رود که در واقع اکوت، دوست قدیمی تارزان از دوران جوانی است. مربی این میمون کسی نیست جز ایوان پاولوویچ، دشمن دیرینه تارزان که به دنبال انتقام است. او جک را ربوده و به آفریقا می‌برد.
جک با کمک اکوت فرار می‌کند و مانند پدرش در دل طبیعت وحشی زنده می‌ماند. میمون‌ها به او نام «کوراک» می‌دهند که در زبان آن‌ها به معنای «کشنده» است. کوراک در ادامه مریم، دختر جوان فرانسوی را که توسط برده‌فروشان عرب اسیر شده بود نجات می‌دهد و هر دو با هم در جنگل رشد می‌کنند. پاولوویچ که به دنبال اخاذی از خانواده ثروتمند مریم است، سعی می‌کند هر دوی آن‌ها را به چنگ آورد.
پاولوویچ برای گرفتن باج، جین را به آفریقا می‌کشاند، اما تارزان به دنبال آن‌ها می‌آید. تارزان و جین که در ملک آفریقایی خود زندگی می‌کنند، مریم را پیدا کرده و به عنوان فرزند می‌پذیرند. آن‌ها پس از کشف اصل و نسب مریم، پدرش را خبر می‌کنند. نقطه اوج فیلم زمانی است که کوراک با پاولوویچ، همراهانش و برده‌فروشان روبرو می‌شود. در این میان، یک فیل کوراک را که به تیرکی بسته شده بود نجات می‌دهد و در نهایت او و مریم به والدینشان ملحق شده و همگی به انگلستان بازمی‌گردند.